# ルドルフ・カストナー
ルドルフ・カストナー（Rudolf Israel Kastner、Rezső Kasztner、表記の揺れ：ルドルフ・ケストナー、1906年 - 1957年3月15日）は、ユダヤ系ハンガリー人ジャーナリスト、法律家である。第二次世界大戦中、ハンガリー国内のユダヤ人難民を逃がすシオニズム組織（Va'adat Ha-Ezrah ve-ha-Hatzalah be-Budapesht）のリーダーの一人。
ホロコーストが起きていたヨーロッパで、ホロコーストを指揮していたナチスの将校アドルフ・アイヒマンと金品を引き換えに、カストナー列車でアウシュビッツに行くはずだった1684人のユダヤ人をスイスへ逃がす秘密取引を行った。戦後、イスラエルの裁判所からナチスに協力したと告発された後、1957年に暗殺された。